# Do It Again
Do It Again är en poplåt från 1968 av den amerikanska musikgruppen The Beach Boys. Den är skriven av Brian Wilson och Mike Love. Denna låt innebar att gruppen blickade bakåt mot sina tidigaste hitlåtar om surfing, ett tema som inte förekommit i gruppens musik sedan 1964. Mike Love skrev enligt utsago texten, medan Brian Wilson skötte den musikaliska biten.
Låten utgavs som singel i juni 1968, och togs senare med som första låt på albumet 20/20. Med singeln fick gruppen sin andra Englandsetta efter 1966 års "Good Vibrations". Den petades dock ner från förstaplatsen efterföljande vecka av "I've Gotta Get a Message to You" med The Bee Gees.

## Listplaceringar
| Lista (1968)   | Position               |
| -------------- | ---------------------- |
| Australien     | 3 (Go Set)             |
| Danmark        | 7 (DR "Top 20")        |
| Irland         | 5                      |
| Kanada         | 10 (RPM)               |
| Nederländerna  | 3                      |
| Norge          | 5 (VG-lista)           |
| Nya Zeeland    | 14 (NZ Listner)        |
| Schweiz        | 7                      |
| Storbritannien | 1                      |
| Sverige        | 8 (Kvällstoppen)       |
| Sverige        | 5 (Tio i topp)         |
| USA            | 20 (Billboard Hot 100) |
| Vallonien      | 22                     |
| Västtyskland   | 4                      |
| Österrike      | 8                      |